# Guillaume Gontard
Pour les articles homonymes, voir Gontard.
Guillaume Gontard, né le 11 mars 1971 à Tours (Indre-et-Loire), est un homme politique français. Il est sénateur de l'Isère depuis 2017 et président du groupe écologiste - solidarité et territoires (GEST) au Sénat depuis 2020.

## Biographie

### Enfance et études
Guillaume Gontard naît le 11 mars 1971 à Tours (Indre-et-Loire). Sa famille s'installe dans le village du Percy (Isère), dans le Trièves (pays de ses ancêtres), lorsqu'il a quatre ans. Il commence sa scolarité en classe unique à l'école communale du Monestier-du-Percy, il poursuit ses études au collège de Mens puis au lycée Stendhal de Grenoble. Passionné par l'aménagement du territoire, il intègre l'école d'architecture de Grenoble (ENSAG) et obtient son diplôme en 1997.

### Carrière professionnelle
Il est co-gérant de la SARL B.A BA Architecture Aménagement,,,.

### Parcours politique
Guillaume Gontard commence sa carrière politique en se présentant à la mairie du Percy. De 2006 à 2008, il est conseiller municipal puis adjoint de la maire, Capucine Le Douarin. Il est élu maire lors des municipales de 2008 et est réélu en 2014.
Il est également conseiller communautaire de la communauté de communes du Trièves.
Il est candidat lors des départementales de 2015, formant un binôme avec Gaëlle Garibaldi dans le canton de Matheysine-Trièves. Soutenu par le « Rassemblement des citoyens » alliant Europe Écologie Les Verts, le Parti de gauche et Nouvelle Donne, ce binôme obtient 16 % des suffrages exprimés et ne peut se maintenir au second tour.
Pour les élections sénatoriales de 2017 dans l'Isère, il mène la liste « Un engagement commun » rassemblant des membres du PCF, du M1717 et d'EELV,,. Le 24 septembre, il est élu sénateur,,. Pour se conformer à la législation sur le non cumul des mandats, il démissionne dans la foulée de son mandat de maire, mais il continue de siéger comme conseiller municipal. Sabine Campredon lui succède à la tête de la municipalité,.
Le 5 octobre 2017, après avoir rejoint le groupe CRCE, il est désigné vice-président de la commission du Développement durable, des Infrastructures, de l'Équipement et de l'Aménagement du territoire. En 2019, il est rapporteur de la mission commune d'information du Sénat sur la gratuité des transports collectifs.
À la suite du renouvellement sénatorial de septembre 2020 et trois ans après la disparition du groupe écologiste du Sénat, il est élu face à Esther Benbassa président du groupe nouvellement recréé et intitulé groupe écologiste, solidarité et territoires (EST). Le 1er octobre, candidat à la présidence du Sénat contre Gérard Larcher, il obtient 13 voix, soit une de plus que le nombre de membres du groupe EST.
En 2022, il est l'auteur d'une proposition de résolution sur le développement économique de la filière du chanvre en France adoptée par le Sénat.
En 2023, il est rapporteur de la commission d'enquête sur l'efficacité des politiques publiques en matière de rénovation énergétique

### Vie privée
Il est marié et père de trois enfants.